# Bruc d'aiguamoll
El bruc d'aiguamoll (Erica tetralix) és un petit arbust perenne pertanyent a la família de les ericàcies.

## Descripció
És un camèfit fruticós (de 10-20 cm d'alçada) de tiges ramificades, radicants i ascendents. Les fulles són linear-oblongues, de 3-6 mm de longitud i presenten uns cilis marginals llargs i rígids, s'uneixen en grups de quatre (d'ací el seu nom). Les flors estan agrupades en petites umbel·les terminals. La corol·la és d'un rosa intens i de 5-7 mm, amb els estams inclosos dins. La seua època de floració va des de juny fins a octubre. Presenta una pol·linització entomògama i una dispersió baròcora de les llavors, dispersades per l'acció de la gravetat.

## Hàbitat
És una planta típica de les torberes amb esfagnes sobre sòl silícic. També es pot trobar en molleres, praderies molles, aiguamolls de muntanya i a les vores de rierols, sempre que siguen a 1.600-2.000 metres d'altitud. Rarament creix fins als 2.300 metres.
Forma part d'una associació vegetal especialitzada en aquests tipus d'entorns: Parnassia palustris, Drosera rotundifolia, Narthecium ossifragum, Carex nigra, Veratrum album, Tofieldia calyculata, Swertia perennis, Veratrum album, Dactylorhiza maculata, Gymnadenia conopsea i Pinguicula grandiflora.
Són plantes sensibles a l'assecament i als canvis de les característiques de l'aigua. Cal tindre en compte tant les alteracions directes com les que es puguen donar aigües amunt. La freqüentació i el trepig provoquen una certa eutrofització del medi i poden disminuir la capacitat competitiva del bruc d'aiguamoll; les formacions més higròfiles (les que presenten esfagnes) queden malmeses.

## Distribució
Espècie de distribució atlàntica, present a la part nord-oest de la península Ibèrica, serralada Cantàbrica i sistema Ibèric central. Les poques poblacions que es troben als Països Catalans estan molt aïllades de la resta, principalment al Pirineu, concretament a la vall de Molières i a la vall de Conangles, on constitueixen les poblacions més orientals de tota la península ibèrica.

## Estat de conservació
Aquesta espècie de bruc està catalogada en el'annexe II  del Catàleg de flora amenaçada de Catalunya com a vulnerable i protegida pel Decret 172/2008 de la Generalitat de Catalunya. No es permet la seua collida en cap cas.

## Galeria

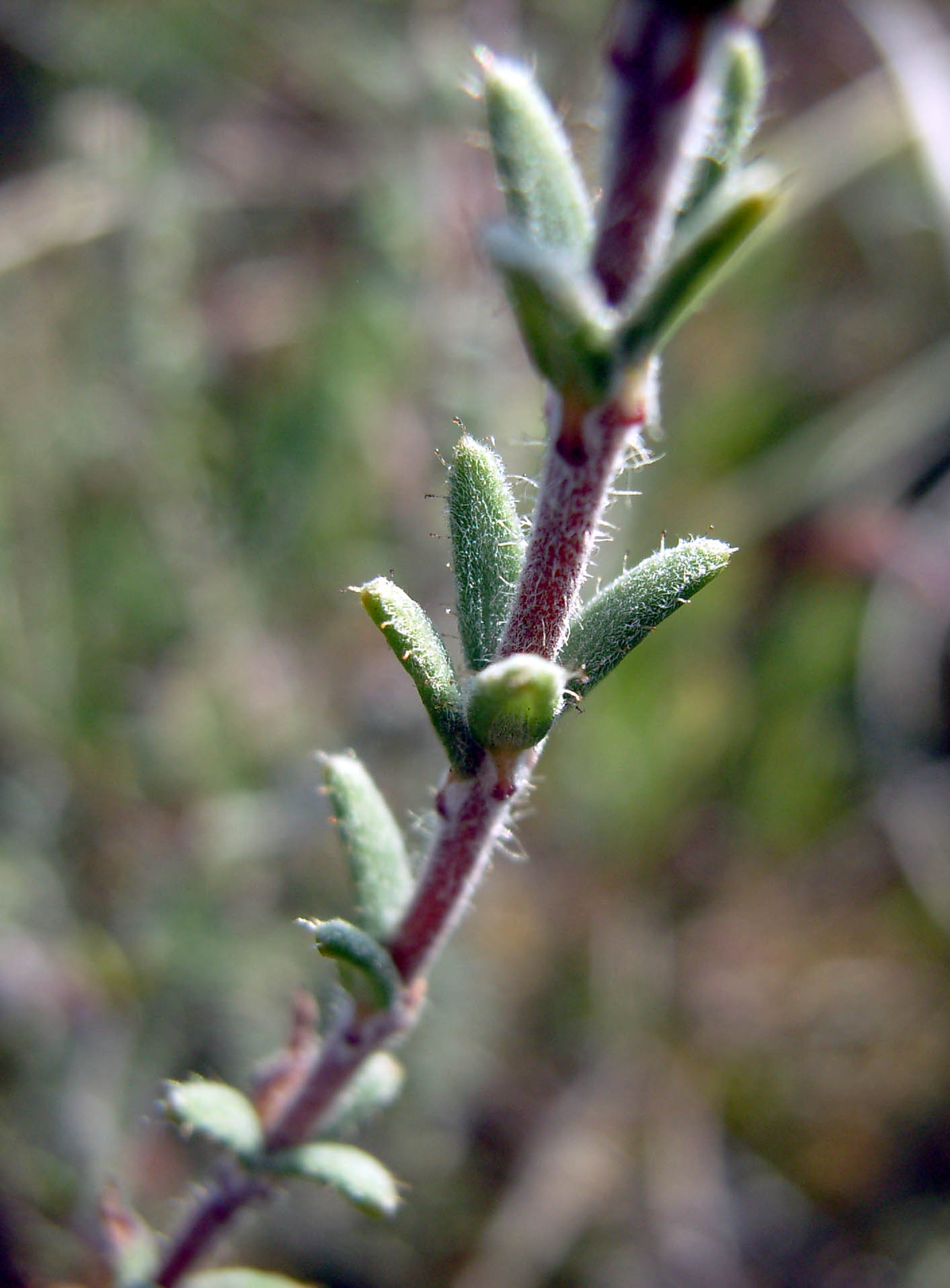
Detall de la tija i les fulles
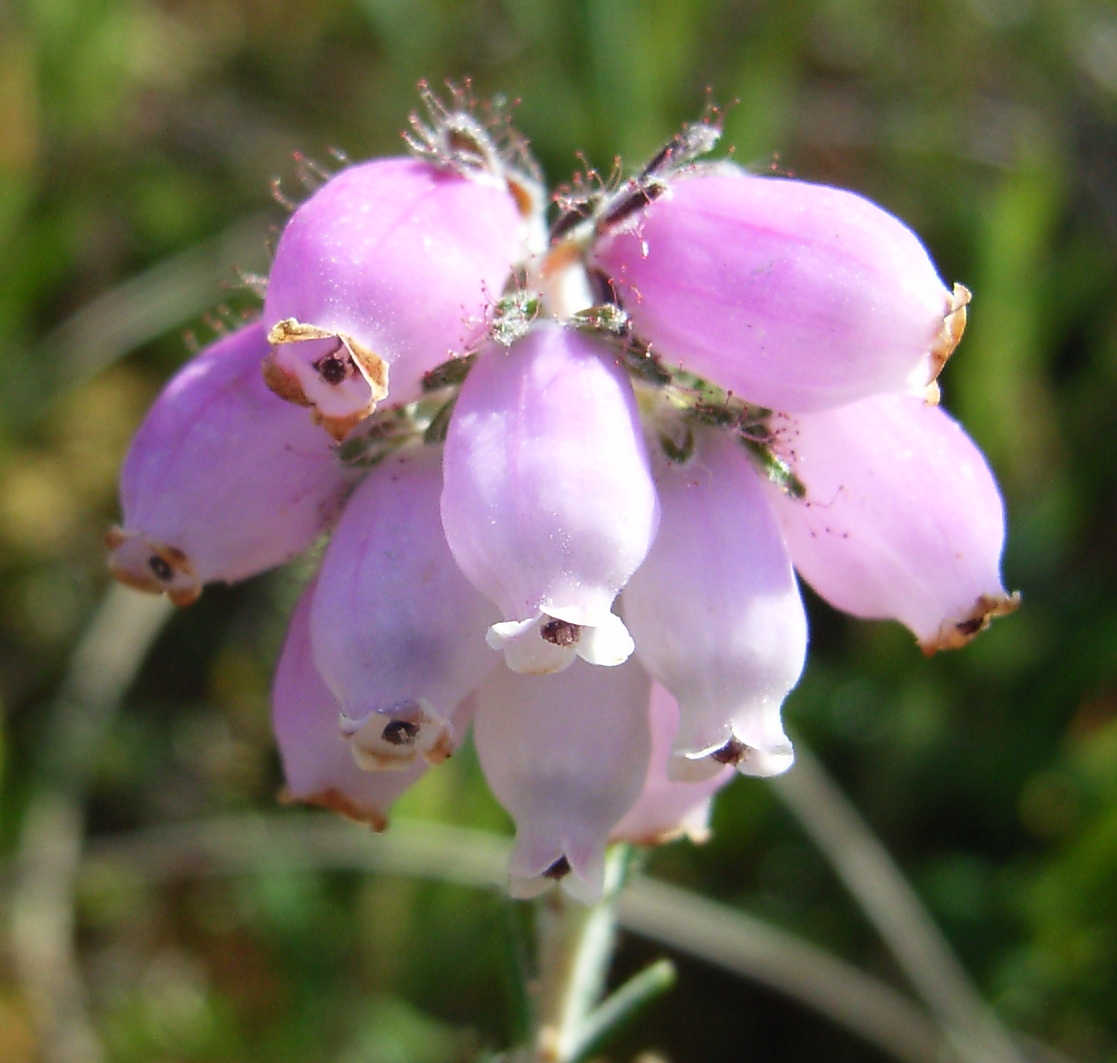
Detall de la flor
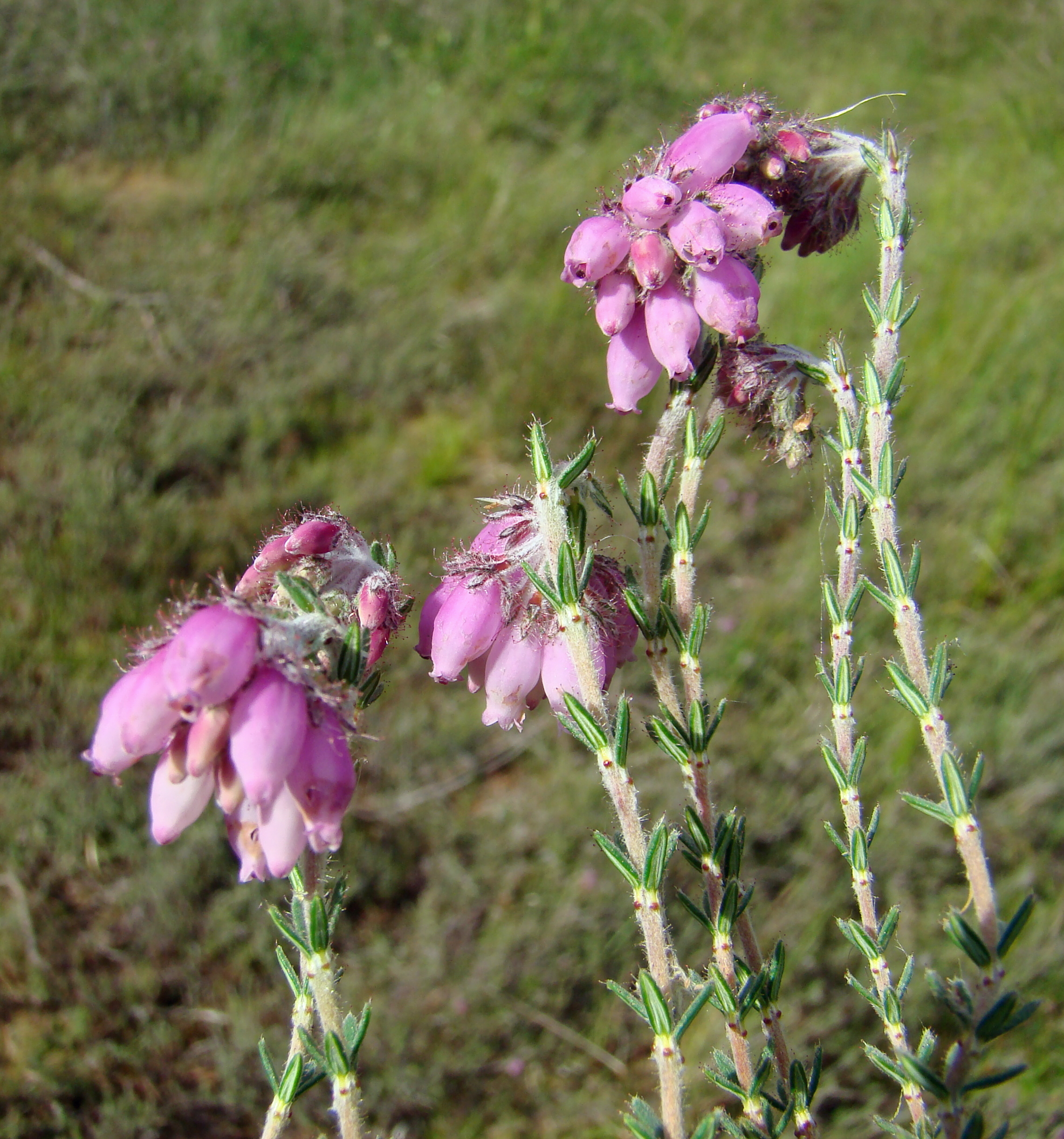
Bruc d'aiguamoll a Niedersachsen (Alemanya)
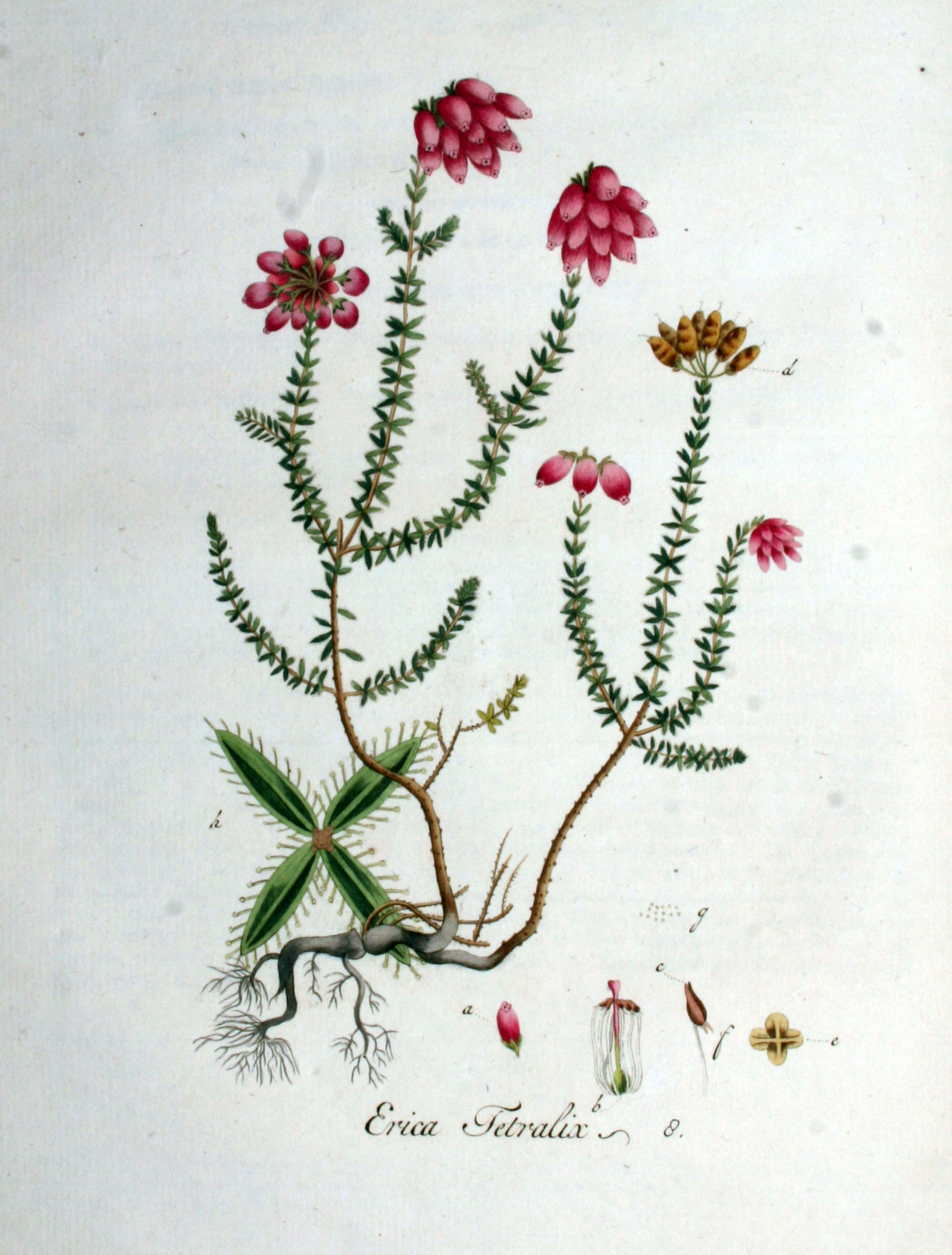
Il·lustració que apareix a la Flora Batava, volum I (1800)